# ابوتمام

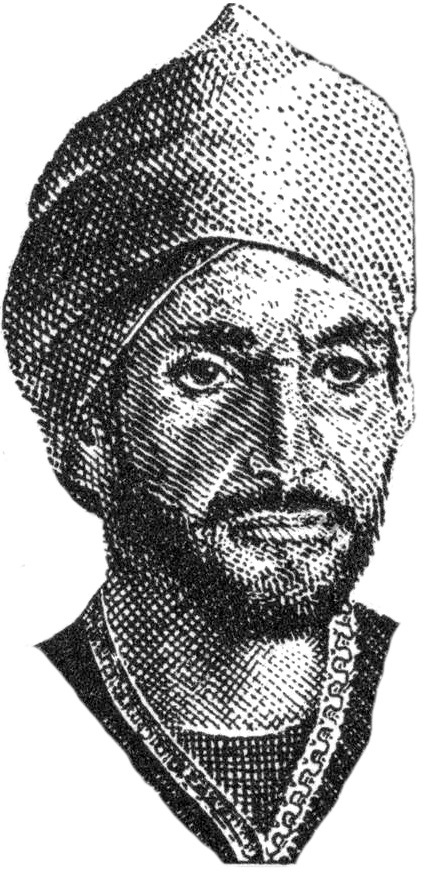
نگارهٔ ابو تَمّام، حبیب بن اوسِ طائی، شاعر عرب

ابو تَمّام، حبیب بن اوسِ طائی (۱۸۸–۲۳۱ق/۸۰۴–۸۴۶م)، یکی از شاعران بزرگ عرب مسلمان است. در زندگی و شعر ابوتمام کمتر موضوعی می‌توان یافت که موجب گفتگو و مشاجره میان محققان نشده باشد. خاندان مسیحی او، نام تغییر یافتهٔ پدر او، تبارنامهٔ طائی او که نزد برخی مورد تردید است، سفرهای بی‌شمار او از قاهره تا خراسان، تجددگرایی او در شعر، ابداع صنایع، تمایل به الفاظ غریب و کهن و در عین حال موفقیت در ساختن اشعاری دل‌انگیز، شهرت فراگیر، کسب ثروتهای کلان و حسادت دیگر شاعران... همه موجب شد که نظراتی سخت ضد و نقیض دربارهٔ این شاعر ابراز گردد، سپس تعصباتی که به طرفداری یا بر ضد او پدیدار شد، خود بسیاری را به تدوین کتاب و رساله دربارهٔ او واداشت. شاید یکی از عواملی که به آتش این منازعات دامن می‌زد، برآمدن شاعری همچون بحتری بود که هنر شاعری را نزد خود او آموخته بود: بحتری بسیاری را بر آن می‌داشت که با ابوتمام مقایسه‌اش کنند. بر اثر این مقایسه، اشعار این دو تن از جنبه‌های لغت، صنعت، مضمون و فصاحت با دقتی شگفت مورد بررسی دانشمندان شعرشناس قرار گرفت.

## آثار ابو تمام
- کتاب الحماسه
- اشعار محدثین

## وابسته
- علی بن جهم